# Warrick Dunn
Warrick De'Mon Dunn (Baton Rouge, 5 gennaio 1975) è un ex giocatore di football americano statunitense che ha giocato nel ruolo di running back nella National Football League (NFL). Fu scelto nel corso del primo giro (12º assoluto) del Draft NFL 1997 dai Tampa Bay Buccaneers. Al college ha giocato a football all'Università statale della Florida.

## Carriera professionistica

### Tampa Bay Buccaneers
Dunn fu scelto come 12º assoluto nel Draft 1997 dai Tampa Bay Buccaneers. Nella sua stagione da rookie ebbe un immediato impatto, venendo convocato per il Pro Bowl e premiato come rookie offensivo dell'anno dall'Associated Press. Dunn trascorse quattro stagioni a Tampa Bay, venendo convocato due volte per il Pro Bowl (1997, 2000).

### Atlanta Falcons
Divenuto free agent dopo la stagione 2001, Dunn firmò con gli Atlanta Falcons. Ancora una volta ebbe un impatto positivo sulla squadra segnando 9 touchdown quell'anno e guidando la lega con 5,4 yard corse a possesso. Dunn segnò il suo primato stagionale di touchdown stagionali, 9, nella stagione 2004 malgrado il dividere i possessi con T.J. Duckett, guidando la squadra 1.106 yard corse. Lo stesso fece nella stagione successiva, venendo convocato per il suo terzo Pro Bowl. Nella stagione 2007, quando il quarterback titolare dei Falcons Byron Leftwich si infortunò alla caviglia, Dunn servì anche come terzo quarterback di emergenza dietro a Joey Harrington e Chris Redman, un ruolo in cui aveva giocato nelle scuole superiori. Nel 2007 Dunn divenne uno dei soli 10 running back alti 175 cm o meno a superare le 10.000 yard corse in carriera.
Il 3 marzo 2008, i Falcons acconsentirono alla richiesta di Dunn di essere svincolato. Questo avvenne il giorno dopo che i Falcons avevano firmato il running back dei San Diego Chargers Michael Turner. Il 17 dicembre 2009 divenne un proprietario di minoranza degli Atlanta Falcons.

### Ritorno ai Buccaneers
Il 10 marzo 2008, Dunn fece ritorno ai Buccaneers firmando un contratto biennale del valore di 6 milioni di dollari. Nella settimana 6 contro i Carolina Panthers, Dunn disputò la sua prima gara da oltre 100 yard corse dal suo ritorno ai Buccaneers. Fu svincolato il 25 febbraio 2009.

## Palmarès
- (3) Pro Bowl (1997, 2000, 2005)
- Rookie offensivo dell'anno (1997)
- PFWA All-Rookie Team - 1997
- Club delle 10.000 yard corse

## Statistiche
| Yard corse         | 10.967 |
| Media              | 4,1    |
| Touchdown su corsa | 49     |